# Мирзабеков, Абдуразак Марданович
Абдураза́к Марда́нович Мирзабе́ков (30 января 1938, Махачкала — 17 июля 2008, там же)  — советский и российский государственный деятель. Кандидат экономических наук.

## Биография
Абдуразак Мирзабеков родился 30 января 1938 года в Махачкале. Род Мирзабековых берет свое начала из древне кумыкского села Утамыш Каякенткого района. По национальности — кумык. В 1961 году он окончил Грозненский нефтяной институт, а в 1987 году — Академию общественных наук при ЦК КПСС. .

### Карьера
- с 1961 работает на заводе «Дагдизель» в г. Каспийске, прошёл путь от инженера до заместителя начальника планово-экономического отдела завода.
- с августа 1972 заместитель директора Махачкалинского приборостроительного завода, а с декабря 1972 директор Кизлярского электромеханического завода,
- в 1984 назначен заместителем председателя Совета Министров Дагестанской АССР, а уже с августа 1987 председатель Совета Министров Дагестанской АССР. Был председателем Совета Министров Дагестанской АССР до 1993 и председателем Правительства Республики Дагестан до 1997.
- с 1985 депутат Верховного Совета Дагестанской АССР, с марта 1989 Народный депутат СССР, с марта 1990 народный депутат Дагестанской АССР. Член Государственного Совета Республики Дагестан.
- с 1998 полномочный представитель РФ в странах Балтии

### Награды
- орден Трудового Красного Знамени
- Орден «Знак Почёта»
- Орден«Знак Почёта» (29.01.1988)[1]
- Почетная Грамота Республики Дагестан

### Факты
- На Абдуразака Мардановича Мирзабекова было совершенно три покушения.
- Сына Мирзабекова Камиля похитили чеченские боевики и требовали за него выкуп в 25 миллионов долларов.[2]
- В честь видного политического деятеля также был запущен проект "Мирзабековские чтения", который включает в себя общественные мероприятия, в том числе посвященные проблемам социально-экономического развития Дагестана.